# Odile van Aanholt
Odile van Aanholt, née le 14 janvier 1998 à Curaçao, est une navigatrice néerlandaise. Elle est championne du monde 49er FX en 2021, 2022 et 2024, puis, avec Annette Duetz, médaillée d'or aux Jeux olympiques de Paris 2024 en 49er FX féminin.

## Biographie

### Famille, jeunesse
Odile van Aanholt naît à Willemstad, dans l'île de Curaçao, le 14 janvier 1998. Elle grandit avec quatre frères et sœurs, qui naviguent tous,.

### Carrière de navigatrice
En 2013, à 14 ans, Odile van Aanholt devient championne d'Amérique du Sud en Optimist. Elle prend la deuxième place aux Jeux olympiques de la jeunesse de 2014. La revue Sailing World détaille son entraînement sur le Persico 69F en vue de la Youth America's Cup 2021 à Auckland.
Odile van Aanholt navigue également sur des skiffs de type 49er FX, d'abord comme équipière de Marieke Jongens. Elle est ensuite, avec Elise de Ruijter, championne du monde de 49er FX en 2021, et championne d'Europe 49er FX.
Elle continue sur 49er FX et devient championne du monde en 2022 à Halifax, puis deuxième aux championnats du monde à La Haye en 2023. Elle est championne du monde à Lanzarote en 2024 puis remporte la médaille d'or aux Jeux olympiques d'été de 2024 à Paris.